# Interstate 180 (Pennsylvanie)
Pour les articles homonymes, voir I180 et Interstate 180.
L'Interstate 180 (I-180) est une autoroute de Pennsylvanie qui relie Williamsport à l'I-80 près de Milton. La longueur de l'autoroute est de 28,84 miles (46,41 km). Elle est indiquée comme autoroute ouest–est sur toute sa longueur, bien que la moitié de la route est plutôt d'orientation nord–sud.

## Description du tracé

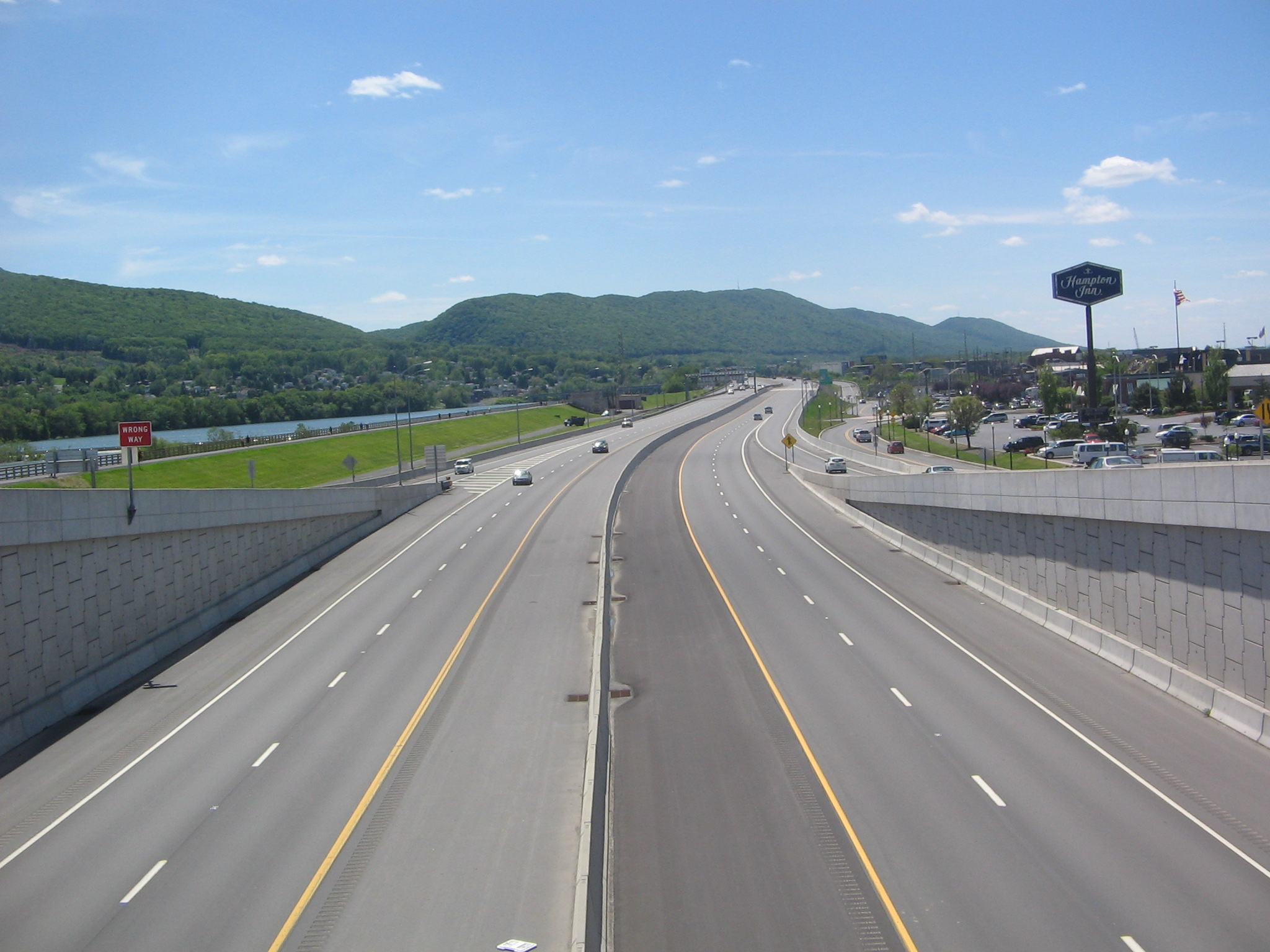
I-180 ouest depuis le Carl E. Stotz Memorial Little League Bridge à Williamsport

L'I-180 débute le long des rives de la West Branch Susquehanna River à Williamsport, à un échangeur avec la US 15 et la US 220. L'autoroute forme d'ailleurs un multiplex avec ces deux routes.
À la sortie 27A, la US 15 quitte le multiplex et l'I-180 continue vers l'est, toujours avec la US 220. C'est un peu avant de bifurquer vers le sud que la US 220 quitte le tracé de l'I-180.
L'I-180 se dirige vers le sud pour atteindre Milton et son terminus est (sud) à la jonction avec l'I-80. Au-delà du terminus, la route continue comme PA 147.

## Liste des sorties
| Interstate 180                            |                      |       |       |        |                                                               | |
| Comté                                     | Municipalité         | mi    | km    | Sortie | Intersections / Destinations                                  | Notes |
| Lycoming                                  | Williamsport         |       |       | —      | Future I-99 sud / US 220 sud vers I-80 – Lock Haven           | Continue au-delà du terminus ouest; terminus ouest du multiplex avec US 110                                                |
| Lycoming                                  | Williamsport         | 28,84 | 46,41 | 29     | Future I-99 nord / US 15 nord – Mansfield                     | Terminus ouest du multiplex avec US 15                                                                                     |
| Lycoming                                  | Williamsport         | 27,90 | 44,90 | 28     | Maynard Street                                                | |
| Lycoming                                  | Williamsport         | 27,70 | 44,60 | 27B    | Hepburn Street / Via Bella                                    | Sortie direction est, entrée direction ouest                                                                               |
| Lycoming                                  | Williamsport         | 26,80 | 43,10 | 27Av   | US 15 sud (Market Street) – Lewisburg                         | Terminus est du multiplex avec US 15                                                                                       |
| Lycoming                                  | Williamsport         | 26,50 | 42,60 | 26     | Basin Street / Via Bella                                      | Sortie direction ouest, entrée direction est                                                                               |
| Lycoming                                  | Loyalsock            | 25,30 | 40,70 | 25     | Commerce Park, Faxon                                          | |
| Lycoming                                  | Loyalsock            | 24,00 | 38,60 | 23     | Third Street, Warrensville Road – Warrensville, Montoursville | Indiqué sortie 23B (Warrensville Road) et 23A (Third Street) en direction est; accès à l'Aéroport régional de Williamsport |
| Lycoming                                  | Montoursville        | 21,70 | 34,90 | 21     | PA 87 (en) nord / Loyalsock Avenue                            | Accès à l'Aéroport régional de Williamsport                                                                                |
| Lycoming                                  | Montoursville        | 20,40 | 32,80 | 20     | Fairfield Road                                                | |
| Lycoming                                  | Muncy Township       | 16,90 | 27,20 | 17     | Lycoming Mall Road                                            | |
| Lycoming                                  | Muncy Township       | 15,50 | 24,90 | 15     | US 220 nord – Halls, Pennsdale                                | Terminus est du multiplex avec US 220                                                                                      |
| Lycoming                                  | Muncy Creek Township | 12,80 | 20,60 | 13     | PA 405 (en) – Muncy, Hughesville                              | |
| Lycoming                                  | Muncy Creek Township | 10,60 | 17,10 | 10     | Main Street                                                   | Sortie direction ouest, entrée direction est                                                                               |
| Northumberland                            | Delaware Township    | 5,60  | 9,00  | 5      | PA 54 (en) – Turbotville                                      | |
| Northumberland                            | Delaware Township    | 1,10  | 1,80  | 1      | McEwensville, Watsontown                                      | |
| Northumberland                            | Turbot Township      | 0,00  | 0,00  | —      | I-80 – Bellefonte, Bloomsburg                                 | Sortie 212 de l'I-80 |
| Northumberland                            | Turbot Township      |       |       | —      | PA 147 (en) sud – Milton                                      | Continue au-delà du terminus                                                                                               |
| - Terminus de multiplex - Accès incomplet |                      |       |       |        |                                                               | |